# Góry Mescheckie

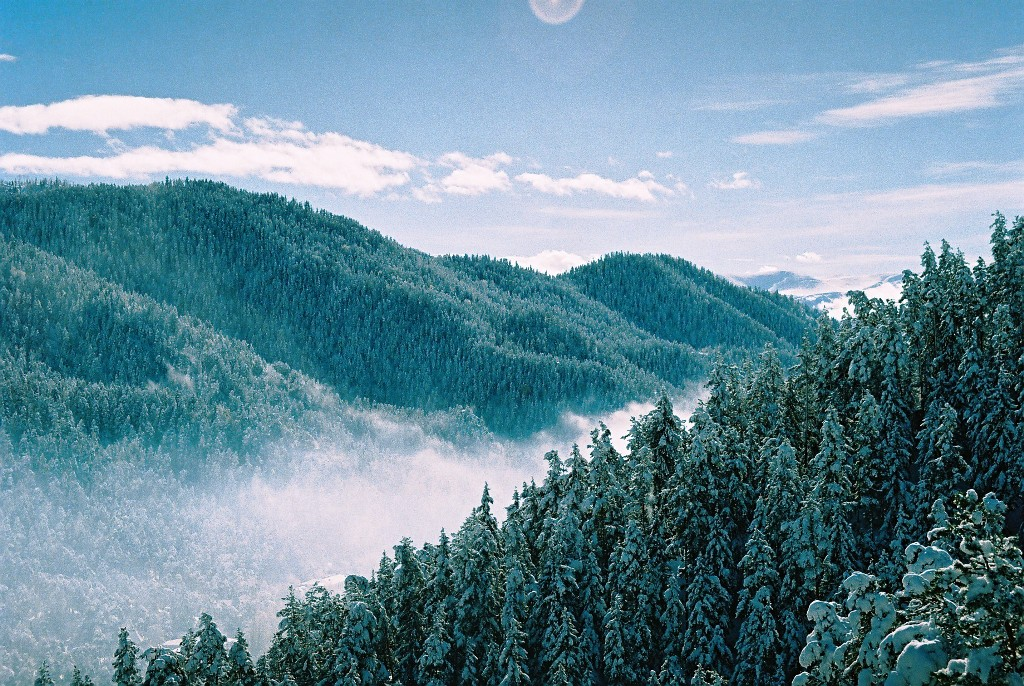

Góry Mescheckie (gruz. მესხეთის ქედი - trb. Meschetis Kedi, t. Góry Adżarsko-Imeretyńskie) – pasmo górskie Małego Kaukazu, w całości leżące w Gruzji (w Adżarii i Imeretii). Ciągną się na długości 150 km od wybrzeża Morza Czarnego koło Batumi do przełomu Kury koło Bordżomi. Najwyższy szczyt – Mepisckaro (2850 m n.p.m.). Zbudowane z fliszu oraz tufu i andezytu pochodzenia wulkanicznego. Porośnięte lasami liściastymi i iglastymi, w najwyższych partiach łąki górskie. 

## Źródła
- Hasło Месхетский хребет w Wielkiej Encyklopedii Radzieckiej (ros.)